# Exécution de Sambhaji
 (mars 2025).
 (février 2025).
Si vous disposez d'ouvrages ou d'articles de référence ou si vous connaissez des sites web de qualité traitant du thème abordé ici, merci de compléter l'article en donnant les références utiles à sa vérifiabilité et en les liant à la section « Notes et références ».
 (février 2025).
L'exécution de Sambhaji est un événement significatif dans l'histoire de l'Inde au XVIIe siècle, lorsque le deuxième souverain marathe fut exécuté sur ordre de l'empereur moghol Aurangzeb.
Les conflits entre les Moghols et les sultanats du Deccan, qui conduisirent à la chute de ces derniers, ont contribué à l'escalade des tensions entre les Marathes et les Moghols. Aurangzeb se rendit dans le sud de l'Inde après que le rebelle Akbar se soit réfugié auprès de Sambhaji, le monarque marathe.
Sambhaji fut capturé par le général moghol Muqarrab Khan. Lui et son ministre Kavi Kalash furent ensuite conduits à Tulapur, où ils subirent des tortures avant de mourir.

## Exécution

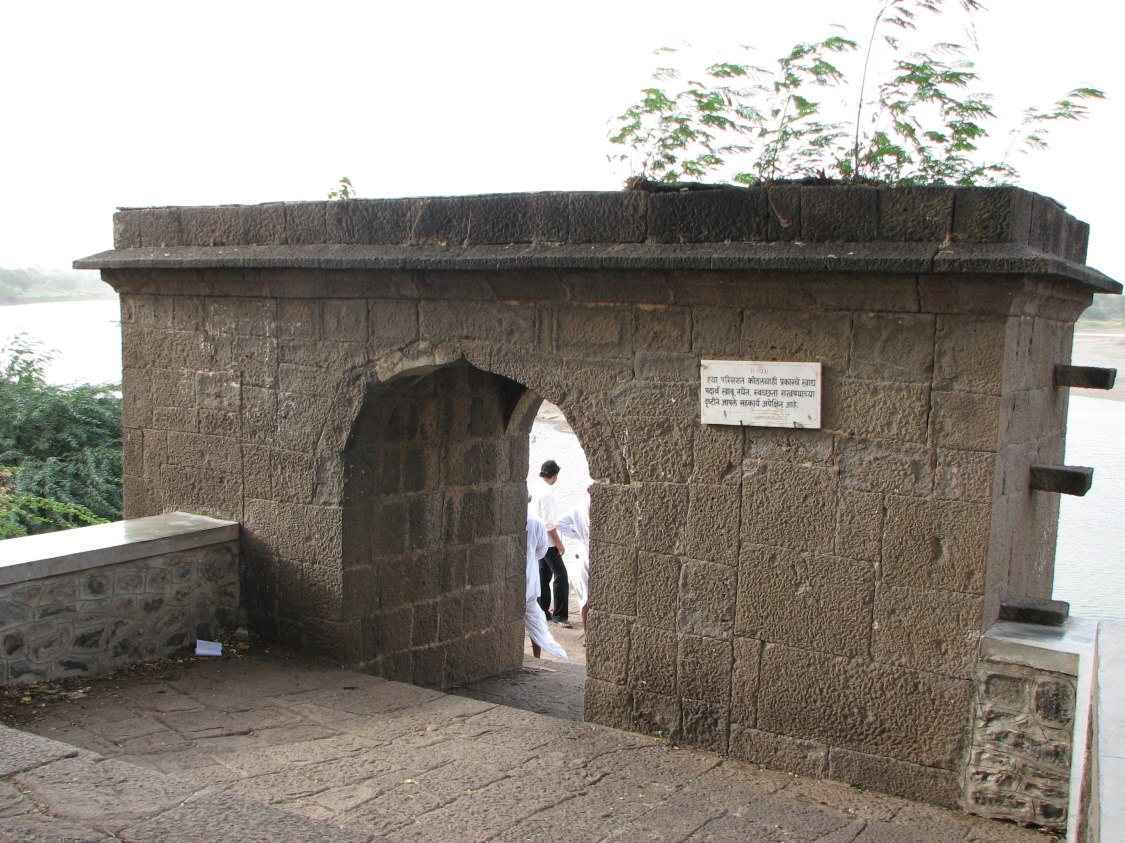
Arche en pierre de Tulapur, où Sambhaji a été exécuté

Les deux prisonniers, Kavi Kalash et Sambhaji, furent emmenés au campement impérial près de la rivière Bhima. Malgré son statut royal, Sambhaji ne bénéficia pas du même respect que les dirigeants des sultanats de Bijapur et de Golconde. Lui et ses ministres furent humiliés en étant vêtus comme des bouffons, montés sur un chameau et promenés dans les camps moghols au son des tambours et des trompettes.
Selon Khafi Khan et Ishwar Das Nagar, cette nuit-là, Sambhaji et Kavi Kalash furent aveuglés avec des fers chauffés au rouge.
Le 11 mars 1689, à Koregaon, Sambhaji fut décapité. La domination d'Aurangzeb sur la région allant de Narmada à Tungabhadra était désormais consolidée.